# Heteranthera oblongifolia
Heteranthera oblongifolia är en vattenhyacintväxtart som beskrevs av Carl Friedrich Philipp von Martius, Schult. och Julius Hermann Schultes. Heteranthera oblongifolia ingår i släktet Heteranthera och familjen vattenhyacintväxter. Inga underarter finns listade.